# Xylocopa plagioxantha
Xylocopa plagioxantha là một loài Hymenoptera trong họ Apidae. Loài này được Lieftinck mô tả khoa học năm 1964.